# Смледник
Смледник (словен. Smlednik) је насељено место у општини Медводе, Средњесловенска регија, Словенија.

## Историја
До територијалне реорганизације у Словенији био је у саставу града Љубљане, односно старе општине Шишка.

## Становништво
У попису становништва из 2011. године, Смледник је имао 500 становника.
| Број становника према пописима | Број становника према пописима | Број становника према пописима |
| ------------------------------ | ------------------------------ | ------------------------------ |
| 1991                           | 2002                           | 2011                           |
| 404                            | 413                            | 500                            |

## Галерија
- поглед на Збиљско језеро
- мост на Сави
- остаци Смледнишког замка